# Wirtschaft Russlands

BIP (KKP) Russlands in Milliarden US-Dollar

Die Wirtschaft Russlands hat sich allmählich von einer Planwirtschaft in eine marktorientierte Wirtschaft gewandelt. Es verfügt über große natürliche Ressourcen, insbesondere Öl und Erdgas.
Im Global Competitiveness Index, der die Wettbewerbsfähigkeit eines Landes misst, belegt Russland 2019 Platz 43 von 141 Ländern. Im Index der wirtschaftlichen Freiheit belegt das Land 2017 Platz 114 von 180 Ländern.

## Geschichtliche Entwicklung

### 1989 bis 1997: Produktionseinbruch nach Auflösung der Sowjetunion
Nach der Auflösung der Sowjetunion und dem Zusammenbruch der Planwirtschaft Ende der 1980er Jahre ging die gesamtwirtschaftliche Produktion in Russland von 1990 bis 1996 Jahr für Jahr zurück. Insgesamt verringerte sich das Bruttoinlandsprodukt um etwa 40 Prozent.
| Wirtschaftsjahr                     | 1989    | 1990    | 1991   | 1992    | 1993   | 1994    | 1995   | 1996   | 1997   |
| Veränderung zum Vorjahr (real)      | 1,6 %   | −3,0 %  | −5,0 % | −14,5 % | −8,7 % | −12,7 % | −4,0 % | −3,6 % | 1,4 %  |
| Im Vergleich zu 1990 (1990 = 100 %) | 103,1 % | 100,0 % | 95,0 % | 81,2 %  | 74,2 % | 64,7 %  | 62,1 % | 59,9 % | 60,7 % |

Als sich 1997/1998 eine Erholung andeutete, brachen die Erdölpreise ein. Russland musste die Bedienung seiner Staatsschulden einstellen und die Dollarbindung des Rubel aufgeben.

### Erholung nach der Finanzkrise 1998
Von dieser Finanzkrise, die im Sommer 1998 mit der Abwertung des Rubel ihren Höhepunkt erreichte, erholte sich die russische Volkswirtschaft schneller als vielfach erwartet wurde. Dabei half ihr zum einen die abwertungsbedingte Verbilligung der inländischen Produktionskosten gegenüber dem Ausland. Außerdem stieg der Erdölpreis.
Günstig wirkten sich auch wirtschaftspolitische Reformen des neuen Präsidenten Putin aus, insbesondere seine Steuerreform. Sie verband eine geringe Gewinnbesteuerung der Unternehmen und eine niedrige Einkommensteuer für natürliche Personen mit einer Abschöpfung der Exporteinnahmen, die auf Ölpreissteigerungen beruhen. Weil die staatliche Finanzpolitik im Unterschied zu den Vorjahren der Versuchung widerstand, mit den wieder ansteigenden Steuereinnahmen Ausgabenprogramme zu finanzieren, konnten Staatsschulden getilgt und die Zinsbelastung des Budgets vermindert werden.
Das russische Bruttoinlandsprodukt nimmt seit 1999 jährlich zwischen 5 und 10 % zu. Aber erst 2007 war der nach der Auflösung der Sowjetunion erlittene Produktionseinbruch ausgeglichen. Nach einer Steigerung des Bruttoinlandsprodukts um 8,1 % wurde der Produktionsstand des Jahres 1989 knapp übertroffen.
| Jahr                                | 1998   | 1999   | 2000   | 2001   | 2002   | 2003   | 2004   | 2005   | 2006   | 2007    | 2008    | 2009    | 2010    |
| Veränderung zum Vorjahr (real)      | −5,3 % | 6,4 %  | 10,0 % | 5,1 %  | 4,7 %  | 7,3 %  | 7,2 %  | 6,4 %  | 8,2 %  | 8,5 %   | 5,2 %   | −7,8 %  | 4,0 %   |
| Im Vergleich zu 1990 (1990 = 100 %) | 57,5 % | 61,2 % | 67,3 % | 70,7 % | 74,1 % | 79,5 % | 85,2 % | 90,7 % | 98,1 % | 106,5 % | 112,0 % | 103,2 % | 107,3 % |

### Entwicklung 2004 bis 2008

#### Kräftiger Ölpreisanstieg von 2004 bis 2008
Von 2004 bis 2008 hat insbesondere der stetige kräftige Anstieg des Ölpreises die gesamtwirtschaftliche Entwicklung in Russland geprägt. Im Jahresdurchschnitt erhöhte sich der Preis für russisches Urals-Öl von rund 35 auf rund 94 US-Dollar/Barrel.
Der Ölpreisanstieg trieb die Exporterlöse Russlands in die Höhe und sorgte für Rekordüberschüsse in der Handels- und Leistungsbilanz. Die Währungsreserven stiegen stetig. Hohe Ölpreise ermöglichten dank kräftig steigender Einnahmen hohe Überschüsse im Staatsbudget. Die in früheren Jahren häufig gemachte Beobachtung, dass ein kräftiger Anstieg des Ölpreises eine deutliche Beschleunigung des Wirtschaftswachstums Russlands bewirkt, bestätigte sich in den letzten Jahren jedoch nicht. Der Anstieg der gesamtwirtschaftlichen Produktion stagnierte seit 2004 mit geringen Schwankungen auf hohem Niveau bei rund 7 %.
| Verbraucherpreisanstieg Dezember gegenüber Dezember des Vorjahres in % | Verbraucherpreisanstieg Dezember gegenüber Dezember des Vorjahres in % | Verbraucherpreisanstieg Dezember gegenüber Dezember des Vorjahres in % | Verbraucherpreisanstieg Dezember gegenüber Dezember des Vorjahres in % | Verbraucherpreisanstieg Dezember gegenüber Dezember des Vorjahres in % | Verbraucherpreisanstieg Dezember gegenüber Dezember des Vorjahres in % | Verbraucherpreisanstieg Dezember gegenüber Dezember des Vorjahres in % | Verbraucherpreisanstieg Dezember gegenüber Dezember des Vorjahres in % | Verbraucherpreisanstieg Dezember gegenüber Dezember des Vorjahres in % | Verbraucherpreisanstieg Dezember gegenüber Dezember des Vorjahres in % |
| ---------------------------------------------------------------------- | ---------------------------------------------------------------------- | ---------------------------------------------------------------------- | ---------------------------------------------------------------------- | ---------------------------------------------------------------------- | ---------------------------------------------------------------------- | ---------------------------------------------------------------------- | ---------------------------------------------------------------------- | ---------------------------------------------------------------------- | ---------------------------------------------------------------------- |
| Jahr                                                                   | 2002                                                                   | 2003                                                                   | 2004                                                                   | 2005                                                                   | 2006                                                                   | 2007                                                                   | 2008                                                                   | 2009                                                                   | 2010                                                                   |
|                                                                        | 15,1                                                                   | 12,0                                                                   | 11,7                                                                   | 10,9                                                                   | 9,0                                                                    | 11,9                                                                   | 13,3                                                                   | 8,8                                                                    | 8,8                                                                    |

Der von den hohen Ölpreisen ausgelöste Devisenzustrom bremst nach Einschätzung der meisten Experten den Willen zu wirtschaftspolitischen Reformen. Reichlich fließende Staatseinnahmen haben im Gegenteil zu einer Lockerung der Haushaltspolitik und zur Verteilung von „Wahlgeschenken“ vor den Duma- und den Präsidentenwahlen im Dezember 2007 und März 2008 geführt.

#### Wirtschaftswachstum
| Produktart     | 2005             | 2011               |
| -------------- | ---------------- | ------------------ |
| Eisenerze      | 82,5 Mio. t      | 100 Mio. t         |
| Kohle          | 299 Mio. t       | 335 Mio. t         |
| Roheisen       | 66,2 Mio. t      | 48,1 Mio. t        |
| Öl             | 470 Mio. t       | 511 Mio. t         |
| Erdgas         | 641 Mio. m³      | 670 Mio. m³        |
| Zement         | 48,7 Mio. t      | 53,7 Mio. t (2008) |
| PKW            | 1,068 Mio. Stck. | 1,738 Mio. Stck.   |
| LKW            | 0,204 Mio. Stck. | 0,249 Mio. Stck.   |
| Stromerzeugung | 953 TWh          | 1052 TWh           |

2007 beschleunigte sich das gesamtwirtschaftliche Wachstum auf 8,5 %.
Seit dem Sommer 2008 schwächte sich jedoch auch in Russland das gesamtwirtschaftliche Wachstum unter dem Einfluss der von der Immobilienkrise in den USA ausgelösten internationalen Finanzkrise und dem Nachfrageeinbruch auf den Rohstoffmärkten deutlich ab. Im Jahresvergleich 2008/2007 ergab sich ein deutlich niedrigeres Wachstum der gesamtwirtschaftlichen Produktion (+ 5,6 %).
Der Anstieg der Industrieproduktion schwächte sich auf 2,1 % ab. Die Erdölförderung ging sogar um knapp 1 % zurück. Die Erdgasförderung erholte sich nur geringfügig um 1,6 %. Der Internationale Währungsfonds, IWF, hat als Gründe für das seit mehreren Jahren anhaltende schwächere Wachstum der Energiewirtschaft unter anderem auf die Verunsicherung durch die Yukos-Affäre und die hohe Steuerbelastung des Ölsektors hingewiesen. Die Weltbank betonte daneben die wachstumsdämpfende Wirkung der realen Aufwertung des Rubel und verwies auf Kapazitätsengpässe in der Energiewirtschaft.
Nachfrageseitig wurde das Wachstum 2008 erneut allein von der Inlandsnachfrage getragen. Ein kräftiger Wachstumsbeitrag kam – wie seit Jahren – von den sehr stark steigenden Privaten Konsumausgaben, die um rund 12 % zunahmen. Der langjährige Investitionsboom flaute 2008 hingegen deutlich ab. Das Wachstum der Bruttoanlageinvestitionen ging um mehr als die Hälfte auf rund 9 % zurück. Von der außenwirtschaftlichen Entwicklung kam weiterhin kein Wachstumsbeitrag. Während die Exporte real stagnierten, erreichte der reale Anstieg der Importe noch rund 18 %.
Bei rasch fallenden Exporteinnahmen und massiven Kapitalabflüssen geriet der Rubel unter Druck und die Aktienkurse brachen ein. Die russische Regierung versuchte mit massiven Interventionen, die Wertpapiermärkte und den Wechselkurs zu stabilisieren. Die Erholung der Aktienkurse im Frühjahr 2009 dürfte aber eher dem internationalen Aufwärtstrend an den Börsen und dem Anziehen der Ölpreise zu verdanken sein.

#### Inflation und Rezession
2007 konnte die im internationalen Vergleich noch sehr hohe Inflation nicht weiter gedrückt werden, sondern war mit knapp 12 % fast 3 %-punkte höher als 2006. Dazu trug nach Meinung der OECD sowohl die Finanz- als auch die Geld- und Wechselkurspolitik  bei. Zum einen wurden die staatlichen Ausgaben vor den Duma- und Präsidentschaftswahlen kräftig erhöht. Außerdem wuchs wegen der Devisenankäufe der Zentralbank zur Stabilisierung des Rubel-Kurses die Geldmenge sehr stark. Hinzu kam der weltweite Anstieg der Nahrungsmittelpreise.
2008 beschleunigte sich das Inflationstempo auf 13,3 %, obwohl das Wirtschaftswachstum in der zweiten Jahreshälfte bereits deutlich nachließ. Der weltweite Anstieg der Energie- und Rohstoffpreise trug zum höheren Preisanstieg bei.
Die von der russischen Regierung mit ihrer Geld- und Wechselkurspolitik verfolgten Ziele, zum einen die im internationalen Vergleich sehr hohe Inflation zu drücken und gleichzeitig den nominalen Wechselkurs des Rubel zu einem Währungskorb aus US-Dollar und Euro konstant zu halten und so die reale Aufwertung des Rubel zu bremsen, waren in den letzten Jahren nur schwer miteinander zu vereinbaren. Versuchte sie, die Aufwertung des Rubel durch den Aufkauf von ausländischen Währungen zu dämpfen, um so eine allzu rasche Verschlechterung der preislichen Wettbewerbsfähigkeit russischer Unternehmen auf dem Weltmarkt zu vermeiden, stieg die Geldmenge und damit das Inflationspotential.
Der Internationale Währungsfonds (IWF) forderte wiederholt von der russischen Zentralbank, sich entschiedener um eine Senkung der Inflation zu bemühen. Im Interesse des Stabilitätszieles solle Russland notfalls auf den Ankauf ausländischer Währungen zur Begrenzung der Aufwertung des Rubel verzichten.
Von Dezember 2007 bis Dezember 2008 schwächte sich die reale Aufwertung gegenüber dem Währungskorb auf 4,3 % ab (Vorjahr: + 5,1 %). Die 1999 begonnene reale Aufwertung hat inzwischen dazu geführt, dass der reale Rubelkurs wieder etwas höher ist als vor der Finanzkrise im Sommer 1998. Die russische Exportwirtschaft kann nicht mehr von Abwertungsvorteilen profitieren.
Im Verlauf der internationalen Finanzkrise haben sich die Rahmenbedingungen für die russische Wechselkurspolitik 2008 allerdings deutlich verändert. Auch der Rubel geriet gegenüber dem US-Dollar unter Abwertungsdruck. Die Zentralbank ließ den Rubel seit dem Herbst 2008 gegenüber dem Währungskorb von US-Dollar und Euro in kleinen Schritten abwerten.
Zudem zeigte sich 2009 erneut die starke Abhängigkeit der Wechselkursentwicklung vom Ölpreis. Bei steigenden Ölpreisen wertete der Rubel von Februar bis Mitte Juni 2009 wieder deutlich auf. Mit dem zeitweiligen erneuten Rückgang der Ölpreise unter 60 $/Barrel kam auch der Rubel wieder unter Abwertungsdruck.

#### Überschüsse im Staatshaushalt schwinden
2006 sorgten die hohen Ölpreise bei einer moderaten Ausgabenpolitik für einen Rekordüberschuss von 8,4 % des Bruttoinlandsprodukts im staatlichen Gesamthaushalt. Im Wahljahr 2007 wurden die Staatsausgaben um fast ein Viertel erhöht. Der Überschuss sank auf 6,0 % des BIP. 2008 konnte er sich auf diesem Niveau nicht halten. Die staatlichen Einnahmen stiegen deutlich schwächer als das Bruttoinlandsprodukt, der Überschuss sank auf 4,8 % des BIP.
2009 erwartete die OECD wegen des seit dem Juli 2008 stark gesunkenen Ölpreises und des Wachstumseinbruchs der russischen Wirtschaft ein Defizit von rund 6 Prozent des BIP. Sie forderte, dass von der russischen Regierung geplante Ausgabenerhöhungen rasch umgesetzt würden, insbesondere Maßnahmen für soziale Absicherungen gegen die Krise und eine aktive Arbeitsmarktpolitik.
| Staatshaushaltsüberschuss in Prozent des Bruttoinlandsprodukts | Staatshaushaltsüberschuss in Prozent des Bruttoinlandsprodukts | Staatshaushaltsüberschuss in Prozent des Bruttoinlandsprodukts | Staatshaushaltsüberschuss in Prozent des Bruttoinlandsprodukts | Staatshaushaltsüberschuss in Prozent des Bruttoinlandsprodukts | Staatshaushaltsüberschuss in Prozent des Bruttoinlandsprodukts |
| -------------------------------------------------------------- | -------------------------------------------------------------- | -------------------------------------------------------------- | -------------------------------------------------------------- | -------------------------------------------------------------- | -------------------------------------------------------------- |
| Jahr                                                           | 2005                                                           | 2006                                                           | 2007                                                           | 2008                                                           | 2009                                                           |
|                                                                | 7,7                                                            | 8,4                                                            | 6,0                                                            | 4,8                                                            | - 6,0                                                          |

Demgegenüber kritisierte der IWF in den letzten Jahren wiederholt die russische Haushaltspolitik, unter anderem weil 2006 die Sozialleistungen deutlich erhöht wurden, nachdem die Anfang 2005 vorgenommene Streichung sozialpolitischer Sachleistungen zu erheblichen Protesten der Bevölkerung geführt hatte. Noch Anfang Oktober 2008 forderte der IWF, die Finanzpolitik solle jeden zusätzlichen Nachfrageimpuls vermeiden.

#### Stabilisierungsfonds
Grundidee des 2004 eingerichteten Stabilisierungsfonds war, dass die staatlichen Ausgaben einem bestimmten Ölpreis entsprechen sollen. Einnahmen, die dem Staat zufließen, wenn dieser „Schwellenpreis“ überschritten wird, sollen im Stabilisierungsfonds gespart werden. Sinkt der Ölpreis unter den „Schwellenpreis“, sollen die staatlichen Ausgaben durch die Entnahme von Mitteln aus dem Fonds stabilisiert werden. Anfang 2006 wurde der „Schwellenpreis“ von 20 auf 27 $ je Barrel Öl erhöht.
Im August 2006 wurden rund 23,5 Milliarden US-Dollar aus dem Fonds entnommen, um öffentliche Auslandsschulden vorfristig zu tilgen. 2005 waren bereits vorfristig sämtliche Schulden gegenüber dem IWF getilgt worden. Außerdem wurden bis Ende August 2005 rund 15 Mrd. $ Schulden gegenüber dem Pariser Club der öffentlichen Gläubiger vorzeitig zurückgezahlt. Die Nutzung des Fonds zur Rückzahlung staatlicher Schulden findet die Zustimmung von IWF, Weltbank und OECD.
Die OECD wendet sich aber gegen Forderungen, Teile des Stabilisierungsfonds für Sozialleistungen auszugeben. Solche Forderungen wurden unter anderem von Abgeordneten des russischen Parlamentes erhoben. Die russische Regierung beschloss, den Stabilisierungsfonds zu teilen.
Ende Januar 2008 erreichte der Bestand des Fonds rund 3852 Mrd. Rubel (rund 157 Mrd. Dollar) oder rund 9 % des Bruttoinlandsprodukts. Anfang Februar 2008 wurde der Fonds, der jetzt auch aus Steuer- und Zolleinnahmen aus dem Gasbereich gespeist wird, in „Öl- und Gasfonds“ umbenannt. Er besteht aus zwei Fonds:
- Der „Reservefonds“ soll Anlagen im Werte von bis zu zehn Prozent des russischen Bruttoinlandsprodukts umfassen. Anfang Juli 2009 umfasste er 2958 Mrd. Rubel (95 Mrd. Dollar).
- Alle Einnahmen, die darüber hinausgehen, sollen in einen neuen „Fonds für nationalen Wohlstand“ fließen. Anfang Juli 2009 hatte sein Bestand 2814 Mrd. Rubel (rund 90 Mrd. Dollar) erreicht.

Der Reservefonds soll wie bisher der Stabilisierungsfonds mit dem Ziel höchstmöglicher Sicherheit investiert werden. Bei einem starken Verfall der Ölpreise können aber die staatlichen Ausgaben durch den Reservefonds finanziert werden. Diese Möglichkeit wird 2009 genutzt. Seit Jahresanfang bis Anfang Juli ist der Rubel-Bestand des Fonds um gut ein Viertel gesunken.
Die Anlage der Mittel des „Wohlstandsfonds“ soll dagegen risikoreicher erfolgen können, um höhere Erträge zu erzielen.

### Entwicklung nach 2014
Durch die Sanktionen des Westens aufgrund der russischen Annexion der Krim sowie des von Russland gefütterten Krieges in der Ukraine seit 2014 stagnierte die wirtschaftliche Entwicklung in Verbindung mit einem Einbruch des Erdölpreises für mehrere Jahre. Es akzentuierten sich die strukturellen Probleme der russischen Wirtschaft, die über Jahre auf den Rohstoffexport ausgerichtet war. Die NZZ schrieb im August 2015 in einem Vergleich mit der Rubelkrise von 1997: „Heute ist die Lage weniger bedrohlich, aber die Besserungschancen sind geringer“; so konnte die Rubelschwäche wegen der Finanzrestriktionen nicht dazu genutzt werden, die Wirtschaft zu modernisieren und zu diversifizieren. Das russische Haushaltseinkommen 2015 sank durchschnittlich um 8,5 %, während die Lebensmittelpreise bis 25 % anstiegen. Die Jahresinflation 2015 betrug 12,9 %. Eine Kapital-Amnestie sollte ab Dezember 2014 Geld nach Russland zurückbringen. Während bei Präsidentensprecher Peskow bei der Einführung von einem absolut einmaligen, für ein Jahr gültigen Angebot die Rede war, wurde die Amnestie im Dezember 2015 bis Juni 2016 verlängert und Anfang 2018 nach neuen amerikanischen Sanktionen erneuert.
Alle staatlichen Ausgaben mussten gekürzt werden, nur der Rüstungssektor (Rüstungsindustrie und Streitkräfte) war nicht davon betroffen. Der russische Ministerpräsident Medwedew hatte wiederholt erklärt, Russland werde „unbefristet“ mit den westlichen Sanktionen leben müssen. Die ausländischen Direktinvestitionen, die 2013 noch 69 Milliarden Dollar umfasst hatten, waren laut Le Monde bis 2018 auf weit unter 5 Milliarden gefallen. Im Juli 2018 wurde entschieden, die Mehrwertsteuer um 2 % zu erhöhen, womit sie ab 1. Januar 2019 20 % betrug. 2018 wurde außerdem eine Rentenreform beschlossen, welche das Renteneintrittsalter deutlich erhöhte.

#### Kriegswirtschaft ab 2022
Die Beginn des russischen Überfalls führte zur Verschärfung der internationalen Sanktionen gegen Russland. Russisches Auslandsvermögen im Westen wurden eingezogen und russische Banken aus dem SWIFT-System ausgeschlossen. Außerdem verkündeten zahlreiche Unternehmen aus dem Ausland ihren Rückzug aus dem Land. Nach Kriegsbeginn verhängte Zentralbankchefin Nabiullina Kapitalverkehrskontrollen, um einen Bankansturm zu verhindern und den russischen Rubel zu stabilisieren. Der Außenhandel wurde auf die Staaten der Dritten Welt wie Indien, Brasilien oder China umorientiert, welche keine Sanktionen gegen Russland erließen, insbesondere die wirtschaftliche Abhängigkeit von China erhöhte sich so.
Der Staat begann infolgedessen wieder eine deutlich größere Rolle auf die Wirtschaft zu nehmen und Teile der Wirtschaft wurde auf eine Kriegswirtschaft umgestellt sowie die Ausgaben für Sicherheit und Verteidigung erhöht. Der Staat kontrollierte Anfang 2022 60 bis 75 % der Wirtschaft direkt oder indirekt. Der erste Vizeregierungschef (Denis Manturow) sagte im Juni 2024 auf dem 27. Sankt Petersburger Wirtschaftsforum, Putin habe zahlreiche Anweisungen für die Entwicklung des Rüstungssektors unterschrieben, um noch mehr Waffen und Munition zu produzieren. Russland stelle sich auf eine jahrzehntelange Kriegswirtschaft ein.
Nach einer Verschärfung der internationalen Sanktionen gegen Russland 2022 wurde eine schwere Rezession im Land erwartet. Nach einer milden Rezession 2022 erholte die Wirtschaft sich dank erhöhter Staatsausgaben und hoher Erdölpreise jedoch schnell wieder und drohte 2024 nach dem Urteil des britischen Economist sogar zu „überhitzen“. Mit 2,6 Prozent erreichte die Arbeitslosigkeit im April 2024 den niedrigsten Stand seit dem Ende der Sowjetzeit und die Wirtschaft litt unter akutem Arbeitskräftemangel. Die Zentralbank erwartete nach 2024 eine Abflachung. Die Lebensmittelpreise stiegen bis Herbst 2024 um 33 Prozent (Rosstat). Der Leitzins stieg in Russland seit Februar 2021 bis September 2024 von 4,25 auf 19 Prozent. Eine weitere Erhöhung im Oktober war nicht ausgeschlossen und erfolgte auf 21 Prozent.

## Staatliche Auslandsschulden
Der russische Staat ist in den letzten Jahren seinen internationalen Schuldenverpflichtungen vollständig nachgekommen und hat den Bestand seiner Auslandsschulden deutlich verringert. Die Auslandsschulden der Föderalregierung sanken bis Ende Juni 2009 weiter auf 26 Mrd. $ (rund 2 % des BIP). Angesichts der immer noch reichlich vorhandenen Währungsreserven macht die Finanzierung des Schuldendienstes keine Schwierigkeiten.
Andererseits haben russische Unternehmen verstärkt Kredite auf den internationalen Kapitalmärkten aufgenommen. Dies lag u. a. an den verhältnismäßig hohen Finanzierungskosten bei russischen Banken, im Ausland waren die Kreditzinsen niedriger. Die gesamten russischen Auslandsschulden, einschließlich der Verschuldung der privaten Sektoren im Ausland, stiegen bis Ende September 2008 auf 541 Milliarden US-Dollar (knapp ein Drittel des russischen Bruttoinlandsprodukts). Ende Juni 2009 betrugen sie noch rund 475 Milliarden US-Dollar. Die Refinanzierung dieser Auslandskredite ist im Zuge der internationalen Finanzkrise für die russischen Unternehmen immer schwieriger geworden. Auch sie leiden unter der „Kreditklemme“.

## Währungsreserven im internationalen Vergleich
Die Währungsreserven sind 2007 um rund 57 % auf rund 476 Milliarden US-Dollar gestiegen. Anfang August 2008, kurz vor dem Krieg mit Georgien, erreichten sie mit fast 600 Milliarden US-Dollar ihren Höchststand. Durch den Kapitalabfluss im Zuge der internationalen Finanzkrise sind sie bis zum 20. März 2009 aber um gut ein Drittel auf rund 385 Milliarden US-Dollar gesunken. Mitte Juli lagen sie bei rund 400 Milliarden US-Dollar. Damit verfügt Russland im internationalen Vergleich aber immer noch über die dritthöchsten Währungsreserven. Über höhere Währungsreserven verfügen nur China und Japan. Da die russischen Währungsreserven inzwischen höher sind als die staatliche Auslandsverschuldung, ist Russland jetzt Netto-Gläubiger gegenüber dem Ausland.
2022 haben die G7-Staaten knapp 300 Milliarden von insgesamt knapp 600 Milliarden US-Dollar an russischen Währungsreserven eingezogen. Dabei handelte es sich zum größten Teil um Einlagen in US-Dollar, Euro und Pfund.

## Bewertung Russlands als Kreditnehmer
Viele institutionelle Investoren dürfen aufgrund ihrer Anlagerichtlinien nur Anleihen mit einem „Investment Grade“ kaufen.
Von den drei führenden Ratingagenturen, Moody’s, Fitch Ratings und Standard & Poor’s, erkannte Anfang April 2009 nur noch Moody’s dem russischen Staat für seine langfristige Kreditaufnahme in ausländischer Währung den drittniedrigsten sogenannten „Investment Grade“ zu. Angesichts der Verschlechterung der Wirtschaftslage senkte Fitch Ratings im Februar 2009 seine Bewertung auf den zweitniedrigsten Investment Grade. Standard & Poor’s hatte dies bereits im Dezember 2008 getan. Fitch Ratings und Standard & Poor’s teilten zudem mit, dass sie künftig eine Herabstufung Russlands für wahrscheinlicher halten als eine Höherstufung, indem sie ihren sogenannten „Ausblick“ auf „negativ“ zurücknahmen. Als belastende Faktoren wurden unter anderem die hohen Kosten für die Stabilisierung des russischen Finanzsystems, steigende Kapitalabflüsse und ein 2009 drohendes Budgetdefizit genannt.
Die Ratingagentur Moody’s stellte im Juni 2022 einen Zahlungsausfall Russlands fest, da das Land aufgrund internationaler Sanktionen Zinszahlungen an ausländische Gläubiger nicht mehr transferieren konnte. Infolge des Krieges stuften die großen westlichen Ratingagenturen Russland auf „Ramschnivau“ herab oder stellten ihr Rating von Russland komplett ein.

## Außenhandels- und Leistungsbilanz
2008 stand der Außenhandel im Zeichen der bis zum Juli stark gestiegenen Ölpreise. Der Ural-Ölpreis war im Jahresdurchschnitt mit 93,9 $/Barrel rund 35 % höher als im Vorjahr. Die Ausfuhr wuchs wertmäßig stärker (+ 33 %) als die Einfuhr (+ 31 %). Der Handelsbilanzüberschuss (180 Mrd. $) war 37,3 % höher als 2007.
Die Energieexporterlöse stiegen 2008 überdurchschnittlich um 42 % (Erdöl: + 32 %, Produkte: + 53 %, Erdgas: +54 %). Der Anteil der Exporte von Erdöl, Mineralölprodukten und Erdgas an den Warenausfuhren stieg auf rund 66 %. Er war deutlich höher als 2007 (62 %).
Der Überschuss in der russischen Leistungsbilanz, die neben dem Warenhandel auch den Handel mit Dienstleistungen und den Austausch unentgeltlicher Leistungen umfasst, war 2008 mit rund 102 Mrd. $ rund ein Drittel höher als im Vorjahr (rund 77 Mrd. $). Der Anstieg der Ölpreise (+ 35 % im Jahresdurchschnitt 2008) trug dazu bei.
Im ersten Halbjahr 2009 lag der Ural-Ölpreis mit 50,5 $/Barrel rund 52 % unter dem Niveau im ersten Halbjahr 2008. Handels- und Leistungsbilanzüberschuss sanken deutlich.
Der Handelsbilanzüberschuss war mit 43,2 Mrd. $ rund 57 % niedriger als vor einem Jahr. Die Ausfuhr fiel noch schneller (− 47 %) als die Einfuhr (− 39 %).
Die Erlöse aus dem Export von Erdöl, Mineralölprodukten und Erdgas nach Schätzungen der Zentralbank mit insgesamt rund 77 Mrd. US-Dollar rund 52 % niedriger als im ersten Halbjahr 2008 (Erdöl: − 53 %; Mineralölprodukte: − 51 %; Erdgas: − 50 %). Der Energieanteil an den Ausfuhren sank auf 61 % (1. Halbjahr 2008: 67 %). 2009 erwartet die OECD einen deutlichen Rückgang des Überschusses auf 3,3 % des BIP. Die Deutsche Bank/UFG rechnet bei anhaltend niedrigen Ölpreisen sogar mit einem Defizit von rund 45 Mrd. $ (rund 3 % des BIP).
| Leistungsbilanzsaldo in % des Bruttoinlandsprodukts | Leistungsbilanzsaldo in % des Bruttoinlandsprodukts | Leistungsbilanzsaldo in % des Bruttoinlandsprodukts | Leistungsbilanzsaldo in % des Bruttoinlandsprodukts | Leistungsbilanzsaldo in % des Bruttoinlandsprodukts | Leistungsbilanzsaldo in % des Bruttoinlandsprodukts |
| --------------------------------------------------- | --------------------------------------------------- | --------------------------------------------------- | --------------------------------------------------- | --------------------------------------------------- | --------------------------------------------------- |
| Jahr                                                | 2005                                                | 2006                                                | 2007                                                | 2008                                                | 2009                                                |
|                                                     | 11,0                                                | 9,5                                                 | 5,9                                                 | 6,1                                                 | 3,3                                                 |

## Handel mit Deutschland
Wichtigster Handelspartner für Russland war Deutschland – sowohl als Kunde wie als Lieferant. Russland liefert nach Deutschland fast ausschließlich Energie und sonstige Rohstoffe (Metalle, Chemierohstoffe). Demgegenüber sind die deutschen Exporte nach Russland weit überwiegend Fertigwaren (Anteile 2007: Maschinen 24 %, Kraftfahrzeuge 17 %, elektrotechnische Produkte und Elektronik 16 %).
2008 nahmen die deutschen Importe aus Russland um rund 25 % auf 35,9 Milliarden Euro zu. Der im Jahresdurchschnitt um rund ein Drittel höhere Ölpreis trug dazu bei.
Gleichzeitig stiegen die deutschen Ausfuhren nach Russland nur um rund 5 % und erreichten 32,3 Milliarden Euro. Deutsche Unternehmen sind auf dem russischen Markt in den wichtigen Branchen Kraftfahrzeuge, Maschinen und Anlagen, Baumaterial, Möbel sowie landwirtschaftliche Produkte besonders erfolgreich.
Das deutsche Defizit in der bilateralen Handelsbilanz stieg 2008 auf 3,6 Milliarden Euro.
Nach 2014 wurden die Wirtschaftsbeziehungen durch Sanktionen gestört und China hat Deutschland inzwischen als wichtigsten Handelspartner Russland überholt.
2022 lag der bilaterale Handel bei 49,9 Milliarden Euro, darunter waren 35,3 Milliarden deutsche Importe, zum größten Teil Erdöl- und Erdgas. Den Höhepunkt hatte der Handel 2012 mit einem Volumen von ca. 80 Milliarden Euro erreicht. Im Februar 2023 brachen die deutschen Importe aus Russland um 90 Prozent ein. Deutschland hatte nach dem Beginn des Krieges angekündigt auf russische Energieimporte zu verzichten.

## Finanzwirtschaft

### Kapitalmarkt
Das Land führt eine Wertpapierbörse, nachdem sich mehrere Handelsplätze und Systeme konsolidierten. Aus dem Zusammenschluss der MICEX und dem Russian Trading System entstand die heutige primäre Börse des Landes, die MICEX-RTS oder Moscow Exchange. Als kleinere Alternative gibt es in Sankt Petersburg die Saint Petersburg Stock Exchange. Der Leitindex der russischen Volkswirtschaft ist der RTS-Index.

### Staatsfonds
Außerdem verfügt die Regierung über diverse Staatsfonds: Der Stabilisierungsfonds wurde 2008 aufgeteilt in den Russischen Reservefonds und den Russischen Wohlfahrtsfonds. Nachdem der Reservefonds fast aufgebraucht war, legte man ihn wieder mit dem Wohlstandsfonds zusammen, sodass heute nur noch dieser existiert. Zusätzlich besteht noch der Russian Direct Investment Fund.

## Wirtschaftspolitik

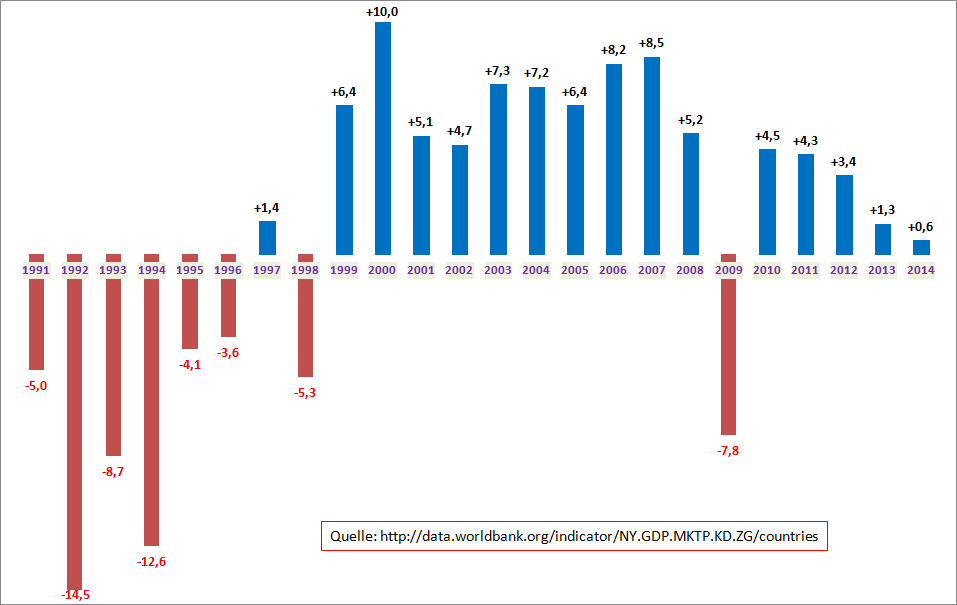
Wachstum des BIP Russlands von 1991 bis 2014

### Ordnungspolitische Entwicklung im Überblick
| Jahr | BIP (in Mrd. USD KKB) | BIP pro Kopf (in US-Dollar KKB) | BIP Wachstum (real) | Inflationsrate (in Prozent) | Arbeitslosenquote (in Prozent) | Staatsverschuldung (in % des BIP) | Haushaltsbilanz (in % des BIP) | Leistungsbilanz (in % des BIP) |
| ---- | --------------------- | ------------------------------- | ------------------- | --------------------------- | ------------------------------ | --------------------------------- | ------------------------------ | ------------------------------ |
| 1992 | 1.619,9               | 10.905                          | k. A.               | k. A.                       | 5,2 %                          | k. A.                             | k. A.                          | ▼−1,3 %                        |
| 1993 | ▼1.514,0              | ▼10.198                         | ▼−8,7 %             | ▲874,6 %                    | ▲5,9 %                         | k. A.                             | k. A.                          | ▲1,3 %                         |
| 1994 | ▼1.349,9              | ▼9.096                          | ▼−12,7 %            | ▲307,6 %                    | ▲8,1 %                         | k. A.                             | k. A.                          | ▲2,6 %                         |
| 1995 | ▼1.321,7              | ▼8.908                          | ▼−4,1 %             | ▲197,5 %                    | ▲9,4 %                         | k. A.                             | k. A.                          | ▲2,1 %                         |
| 1996 | ▼1.297,7              | ▼8.759                          | ▼−3,6 %             | ▲47,7 %                     | ▲9,7 %                         | k. A.                             | k. A.                          | ▲2,6 %                         |
| 1997 | ▲1.338,2              | ▲9.048                          | ▲1,4 %              | ▲14,8 %                     | ▲11,8 %                        | k. A.                             | k. A.                          | ▬0,0 %                         |
| 1998 | ▼1.281,3              | ▼8.677                          | ▼−5,3 %             | ▲27,7 %                     | ▲13,3 %                        | k. A.                             | ▼−7,4 %                        | ▲0,1 %                         |
| 1999 | ▲1.382,0              | ▲9.387                          | ▲6,4 %              | ▲85,7 %                     | ▼13,0 %                        | 92,1 %                            | ▼−3,6 %                        | ▲12,6 %                        |
| 2000 | ▲1.555,3              | ▲10.610                         | ▲10,0 %             | ▲20,8 %                     | ▼10,6 %                        | ▼55,7 %                           | ▲3,1 %                         | ▲16,3 %                        |
| 2001 | ▲1.671,2              | ▲11.448                         | ▲5,1 %              | ▲21,5 %                     | ▼9,0 %                         | ▼44,3 %                           | ▲3,0 %                         | ▲9,7 %                         |
| 2002 | ▲1.777,8              | ▲12.234                         | ▲4,7 %              | ▲15,8 %                     | ▼8,0 %                         | ▼37,5 %                           | ▲0,7 %                         | ▲7,4 %                         |
| 2003 | ▲1.946,2              | ▲13.454                         | ▲7,3 %              | ▲13,7 %                     | ▲8,2 %                         | ▼28,3 %                           | ▲1,3 %                         | ▲7,2 %                         |
| 2004 | ▲2.141,3              | ▲14.863                         | ▲7,2 %              | ▲10,9 %                     | ▼7,7 %                         | ▼20,8 %                           | ▲4,6 %                         | ▲9,2 %                         |
| 2005 | ▲2.349,6              | ▲16.372                         | ▲6,4 %              | ▲12,7 %                     | ▼7,2 %                         | ▼14,8 %                           | ▲7,6 %                         | ▲10,3 %                        |
| 2006 | ▲2.619,9              | ▲18.315                         | ▲8,2 %              | ▲9,7 %                      | ▼7,1 %                         | ▼14,8 %                           | ▲7,8 %                         | ▲8,7 %                         |
| 2007 | ▲2.921,0              | ▲20.454                         | ▲8,5 %              | ▲9,0 %                      | ▼6,0 %                         | ▼8,0 %                            | ▲5,6 %                         | ▲5,2 %                         |
| 2008 | ▲3.133,4              | ▲21.952                         | ▲5,2 %              | ▲14,1 %                     | ▲6,2 %                         | ▼7,4 %                            | ▲4,5 %                         | ▲5,8 %                         |
| 2009 | ▼2.906,2              | ▼20.353                         | ▼−7,8 %             | ▲11,7 %                     | ▲8,2 %                         | ▲9,9 %                            | ▼−5,9 %                        | ▲3,8 %                         |
| 2010 | ▲3.074,2              | ▲21.521                         | ▲4,5 %              | ▲6,9 %                      | ▼7,4 %                         | ▲10,6 %                           | ▼−3,2 %                        | ▲4,1 %                         |
| 2011 | ▲3.259,3              | ▲22.798                         | ▲5,0 %              | ▲8,4 %                      | ▼6,5 %                         | ▲10,8 %                           | ▲1,4 %                         | ▲4,7 %                         |
| 2012 | ▲3.480,3              | ▲24.279                         | ▲3,7 %              | ▲5,1 %                      | ▼5,5 %                         | ▲11,5 %                           | ▲0,4 %                         | ▲3,2 %                         |
| 2013 | ▲3.741,8              | ▲26.045                         | ▲1,8 %              | ▲6,8 %                      | ▬5,5 %                         | ▲12,7 %                           | ▼−1,2 %                        | ▲1,5 %                         |
| 2014 | ▲3.763,5              | ▼25.730                         | ▲0,7 %              | ▲7,8 %                      | ▼5,2 %                         | ▲15,6 %                           | ▼−1,1 %                        | ▲2,8 %                         |
| 2015 | ▼3.526,2              | ▼24.062                         | ▼−2,0 %             | ▲15,5 %                     | ▲5,6 %                         | ▲15,9 %                           | ▼−3,4 %                        | ▲4,9 %                         |
| 2016 | ▲3.538,5              | ▲24.104                         | ▲0,2 %              | ▲7,1 %                      | ▼5,5 %                         | ▼15,7 %                           | ▼−3,6 %                        | ▲1,9 %                         |
| 2017 | ▲3.818,7              | ▲25.999                         | ▲1,8 %              | ▲3,7 %                      | ▼5,2 %                         | ▼14,3 %                           | ▼−1,5 %                        | ▲2,2 %                         |
| 2018 | ▲4.019,8              | ▲27.386                         | ▲2,8 %              | ▲2,9 %                      | ▼4,8 %                         | ▼13,6 %                           | ▲2,8 %                         | ▲7,0 %                         |
| 2019 | ▲4.173,0              | ▲28.433                         | ▲2,2 %              | ▲4,5 %                      | ▼4,6 %                         | ▲13,7 %                           | ▲1,9 %                         | ▲3,9 %                         |
| 2020 | ▼4.116,0              | ▼28.102                         | ▼−2,7 %             | ▲3,4 %                      | ▲5,8 %                         | ▲19,2 %                           | ▼−4,0 %                        | ▲2,4 %                         |
| 2021 | ▲4.562,4              | ▲31.278                         | ▲6,0 %              | ▲6,7 %                      | ▼4,8 %                         | ▼16,4 %                           | ▲1,1 %                         | ▲6,9 %                         |
| 2022 | ▲4.825,0              | ▲32.887                         | ▼−1,2 %             | ▲13,8 %                     | ▼3,9 %                         | ▲18,5 %                           | ▼−1,1 %                        | ▲10,5 %                        |
| 2023 | ▲5.180,1              | ▲35.401                         | ▲3,6 %              | ▲5,9 %                      | ▼3,2 %                         | ▲19,7 %                           | ▼−2,0 %                        | ▲2,5 %                         |

#### Weniger Reformen seit 2004
Zu den wirtschaftspolitischen Reformen während der ersten Amtsperiode Präsident Putins von 2000 bis 2004 gehörten die weitere Privatisierung staatlicher Betriebe, die Senkung der Steuersätze bei der Einkommen- und Unternehmensbesteuerung, das Zollwesen, das Bodenrecht, das Arbeitsrecht, das Rentenrecht, das Konkursrecht und die Sicherung von Einlagen bei Banken.
Problematisch bleiben allerdings eine oft nur zögerliche und mangelhafte praktische Umsetzung der verabschiedeten Reformgesetze, eine häufig überbordende Bürokratie sowie Defizite bei der Rechtssicherheit. Putin selbst nannte im Frühjahr 2005 vor dem Wirtschaftsforum in Sankt Petersburg als Hauptprobleme der russischen Wirtschaft neben der hohen Inflation und einer Monopolisierung einiger Sektoren Bürokratie und Korruption.
Umfassende Strukturreformen kamen in Putins zweiter Amtsperiode seit 2004 nur noch langsam voran. In der Praxis hat sich aber insbesondere mit dem Vorgehen gegen den Jukos-Konzern das Investitionsklima deutlich verschlechtert. Die Versteigerung der wichtigsten Jukos-Produktionsgesellschaft Juganskneftegas Mitte Dezember 2004 an eine zuvor völlig unbekannte Finanzierungsgesellschaft, die wenige Tage später ihrerseits von der staatlichen Ölgesellschaft Rosneft aufgekauft wurde, verunsicherte russische und ausländische Investoren. Weiterhin belastend wirkten hohe Steuernachforderungen gegenüber Unternehmen, z. B. die Mobilfunkgesellschaft Vimpelcom und das russisch-britische Öl-Gemeinschaftsunternehmen TNK-BP.

#### Mehr Staat in strategisch wichtigen Sektoren
Einigkeit besteht in der russischen Führung darüber, dass in „strategisch wichtigen Sektoren“, insbesondere in der Energiewirtschaft und im Rüstungsbereich, ausländische Unternehmen allenfalls Minderheitsbeteiligungen erwerben dürfen. Die hälftige Beteiligung der britischen BP am Ölunternehmen TNK-BP scheint ein Ausnahmefall zu bleiben. Stattdessen wurden die Einflussmöglichkeiten des Staates auf die Energiewirtschaft über eine Erhöhung des staatlichen Anteils an der führenden Erdgasgesellschaft Gazprom auf gut 50 % verstärkt.
Die Entschlossenheit der russischen Regierung, in der Energiewirtschaft eine führende Rolle russischer Unternehmen zu sichern, zeigte sich 2006 am Projekt Sachalin 2. Es war bisher das einzige Projekt zur Erschließung von Öl- und Gasvorkommen, an dem ausschließlich ausländische Unternehmen beteiligt waren. Die russische Regierung und Gazprom setzten bis Ende 2006 in Verhandlungen durch, dass eine Mehrheit der Anteile an diesem Projekt an Gazprom verkauft wird. Dabei wurde auch durch Ermittlungen und Sanktionen der russischen Umweltbehörde wegen Schädigungen der Umwelt Druck auf die bisherigen Beteiligten am Sachalin-Projekt ausgeübt.
Die Definition strategisch wichtiger Sektoren ist nach Beobachtungen der OECD sehr „elastisch“ geworden und wird auf weitere Bereiche ausgedehnt. Russische Regierungsvertreter meinten zu dieser Kritik, der Staat handele bei Übernahmen von Unternehmen, zum Beispiel des Fahrzeugherstellers AvtoVAZ durch den staatlichen Waffenexporteur Rosoboronexport vor allem als „Krisenmanager“.

#### „Neue Industriepolitik“ mit „nationalen Champions“
Dmitri Medwedew, der seit seiner Ernennung zum ersten stellvertretenden Ministerpräsidenten schon als möglicher Nachfolger Präsident Putins galt, sprach sich auf dem Wirtschaftsforum in Sankt Petersburg Mitte Juni 2006 nachdrücklich für eine staatliche Industriepolitik aus, die auf die Entwicklung „nationaler Champions“ in wichtigen Branchen zielt. Damit soll die russische Wirtschaft auch international wettbewerbsfähiger werden.
Internationale Wirtschaftsorganisationen, wie die Weltbank und die OECD, haben diese wirtschaftspolitische Strategie, die in ähnlicher Weise auch von einigen asiatischen Staaten (Japan) – siehe dazu: MITI, Südkorea, Volksrepublik China – verfolgt wurde, kritisiert.
Die Weltbank meint, die Entwicklung der russischen Wirtschaft müsse durch möglichst ungehinderten internationalen Wettbewerb, Möglichkeiten zur internationalen Zusammenarbeit von Unternehmen und internationalen Technologietransfer erfolgen. Russlands „neue Industriepolitik“ versuche hingegen, durch Eingriffe des Staates die Marktkräfte zu korrigieren. Eine Unterstützung einzelner Branchen und Unternehmen führe aber zu Marktverzerrungen und fördere die Korruption. Die Regierung gehe fälschlicherweise davon aus, dass der Staat Innovation gewissermaßen von oben verordnen könne. Mit der gezielten Unterstützung von bestehenden großen Unternehmen laufe die Regierung Gefahr, letztlich eine Politik zur Erhaltung überholter Strukturen zu betreiben. Mit der neuen Industriepolitik gehe überdies eine Zentralisierung der Macht in Moskau einher. Russland sei aber viel zu groß und zu vielfältig, um allein von Moskau aus effektiv geführt werden zu können. Initiativen auf regionaler und lokaler Ebene würden behindert.
Die OECD bezeichnet vor allem die Expansionspolitik Gazproms als besorgniserregend. Statt sich auf sein Kerngeschäft zu konzentrieren, weite Gazprom die Geschäftstätigkeit auf den Mediensektor, das Bank- und Versicherungswesen, sowie den Bausektor aus. Der russische Staat soll sich laut OECD als „Regulierer“ der Wirtschaft, nicht als ihr Eigentümer verstehen. Der Anteil privater Unternehmen an der gesamtwirtschaftlichen Produktion sei aber 2005 von rund 70 auf rund 65 Prozent gesunken. Auf staatlich kontrollierte Unternehmen entfielen 2005 rund 38 Prozent des Wertes der an der Börse notierten Unternehmen, 2004 seien es erst 22 Prozent gewesen.
Doch diese Politik könnte durchaus erfolgreich sein, ungeachtet der Kritik von Seiten der Weltbank und der OECD, schließlich haben es Japan und Südkorea (und in zunehmendem Maße auch China) in den vergangenen 60 Jahren geschafft, sehr moderne und konkurrenzfähige Industrien aufzubauen. Japan war sogar so erfolgreich, dass die USA das ostasiatische Land „eindämmen“ mussten (siehe dazu MITI – Ministery of International Trade and Industry).

### Wirtschaftspolitische Reformbereiche im Einzelnen

#### Wachstums- und Strukturpolitik: Diversifizierung noch am Anfang
Von 2000 bis 2007 war die gesamtwirtschaftliche Produktion Russlands um real rund 70 Prozent gewachsen. Lag der Durchschnittslohn im Jahr 2000 noch bei 80 Dollar, erreichte er 2007 rund 500 Dollar.
Das Wachstum wurde jedoch insbesondere vom Energie- und Rohstoffsektor getragen und durch steigende Preise begünstigt. Eine breite Diversifizierung der Produktion und des Exports gelang nicht. Eine fundamentale Schwäche blieben auch zu geringe Investitionen. Öffentliche Infrastruktur und das Anlagevermögen der Unternehmen waren schon 2010 oft überaltert.
Auch der Anteil kleiner und mittlerer Unternehmen an der gesamtwirtschaftlichen Produktion blieb gering – mit Ausnahme der Schattenwirtschaft in den typischen Garagenfirmen, in welcher nach Schätzungen auch noch im Jahr 2016 bis über ein Drittel der Erwerbstätigen beschäftigt waren.

#### Steuerpolitik: Senkung wichtiger Steuersätze
Weitgehende internationale Anerkennung hat die Steuerpolitik gefunden: Die 2000 eingeleitete umfassende Reform des Steuersystems brachte eine Vereinfachung des Steuersystems und eine deutliche Senkung der wichtigsten Steuersätze:
- Der Gewinnsteuersatz wurde auf 20 % bis 24 % gesenkt.
- Der Einkommensteuersatz beträgt jetzt 13 %, unabhängig von der Einkunftshöhe.
- Der Vermögensteuersatz erreicht maximal 2,2 %.
- Der Mehrwertsteuersatz wurde Anfang 2004 von 20 % auf 18 % gesenkt.
- Der Höchststeuersatz der „Einheitlichen Sozialsteuer“, die allein von den Arbeitgebern zur Finanzierung der sozialen Sicherungssysteme aufzubringen ist, wurde Anfang 2005 von 35,6 % auf 26 % verringert.

#### Verwaltungsreform: Keine Erfolge bei Korruptionsbekämpfung
Ziel der 2004 eingeleiteten Verwaltungsreform ist eine Verringerung der Belastung von Bürgern und Unternehmen durch die Bürokratie. Wichtige Teile betreffen die Verfahren bei der Genehmigung unternehmerischer Tätigkeit, der Zulassung von Produkten und der Vergabe öffentlicher Aufträge. Die öffentliche Verwaltung soll Dienstleistungen erbringen – nach klaren Regeln, gegen klar festgelegte Gebühren und innerhalb klar formulierter Fristen, so Andrej Scharonow, stellv. Minister für wirtschaftliche Entwicklung und Handel Anfang 2005. Die Realisierung dieser Ziele stößt jedoch auf erhebliche Widerstände. Es gibt immer noch große „mentale Probleme“, so der Vize-Minister.

#### Reform der natürlichen Monopole
Ein schwieriges Feld ist auch die Reform der so genannten natürlichen Monopole (Strom, Gas, Eisenbahn).
Fortschritte wurden bei der Liberalisierung im Elektrizitätssektor und bei der Reform der Eisenbahn mit einer stärkeren Beteiligung privater Betreiber im Schienentransport erreicht. Der teilprivatisierte Strommonopolist soll in einen nationalen Netzbetreiber und regionale Produktions- und Verteilungsgesellschaften aufgespalten werden.
„Im Gassektor haben wir es dagegen immer noch nicht geschafft, die Grundprinzipien einer beabsichtigten Reform zu formulieren.“, so Vize-Minister Scharonow Anfang 2005. Immerhin werden die bisher sehr niedrigen Inlandspreise für Energie schrittweise angehoben. Von einer Erhöhung der Gastarife erhofft man sich einen sparsameren Umgang mit Erdgas.

#### Bankenreform: Einlagensicherungsgesetz
Dem Bankensystem kommt für die Diversifizierung der russischen Wirtschaft eine Schlüsselfunktion zu. Bei der notwendigen Steigerung der Investitionsquote kann es durch verbesserte Kreditvergabe eine zentrale Rolle spielen. Bisher erfüllt es seine Aufgabe, Sparbeträge zu sammeln und Investitionen zuzuführen aber nur unzureichend. Nur rund 5 % der Investitionen in Russland werden über Bankkredite finanziert. Die geplante Gründung einer staatlichen Entwicklungsbank, die nach dem Vorbild der deutschen Kreditanstalt für Wiederaufbau (KfW) vor allem Kredite für Klein- und Mittelbetriebe bereitstellen soll, soll diese Situation verbessern.
Die Größenstruktur des russischen Bankensystems bietet keine günstigen Bedingungen für wirksamen Wettbewerb. Große staatliche Banken (Sberbank) dominieren. Auf sie entfällt allein ein Drittel der gesamten Bilanzsumme aller Banken. Ihnen gegenüber steht eine Vielzahl kleiner Banken.
Zudem ist der Zugang ausländischer Banken auf den russischen Markt beschränkt. Sie dürfen zwar Beteiligungen an russischen Banken erwerben, nicht aber eigene Filialen in Russland unterhalten.
Im Juli 2004 kam es zu einer erneuten Bankenkrise. Auslöser waren die Schließung eines Instituts wegen Geldwäschevorwürfen und Berichte über Zahlungsschwierigkeiten bei zwei kleineren Banken. Eine Liquiditätsspritze durch die Zentralbank und die Verabschiedung eines Einlagensicherungsgesetzes, das Sparguthaben bis 100.000 Rubel absicherte, konnten schließlich die Krise entschärfen. Das Einlagensicherungsgesetz verbessert die Voraussetzungen, den Wettbewerb um Einlagen zwischen den Banken zu erhöhen.

### Meinungen zur russischen Wirtschaftspolitik
David Lane, Senior Research Associate an der University of Cambridge, ist einer der wenigen Beobachter, die positive Seiten der wirtschaftspolitischen Entwicklung in Russland herausstellen. Er meint, „ein größeres Maß an Regulierung (wie in der neueren Geschichte Frankreichs) könnte zu einer Restrukturierung führen, die effektiver organisiert ist“. Als wichtigsten Vorteil des „organisierten Marktkapitalismus“ in Russland nennt er, „dass das Land vielleicht besser mit Konkurrenz im globalen Maßstab umgehen kann“.
Lane beschreibt die bisherige wirtschaftspolitische Entwicklung unter Jelzin und Putin als Übergang von einer „Politik des Minimalstaates“ zu einer „korporatistischen Wirtschaft“ unter Führung des Staates. Er sieht folgende Entwicklungsschritte:
- Das von den radikalen russischen Reformern der frühen 1990er-Jahre angestrebte wirtschaftspolitische Modell folgte dem sogenannten Washingtoner Konsensus. Wesentliche Elemente dieses Wirtschaftsmodells sind die Einführung freier Märkte (für Waren, Vermögenswerte und Arbeit), die Öffnung der Wirtschaft für ausländische Wettbewerber, die Einführung flexibler Wechselkurse und eine Ausrichtung der Wirtschaftspolitik auf die Sicherung der Geldwertstabilität. Staatliche Aktivität sollte sich auf die Festlegung der rechtlichen Rahmenbedingungen beschränken.

- Die „Politik des Minimalstaates“ unter Jelzin führte dazu, dass die föderale Regierung nicht imstande war, Steuern einzutreiben und für Rechtssicherheit zu sorgen. Korruption in Verbindung mit dem Privatisierungsprozess verschärfte diese Situation noch. Unter Jelzin entwickelte sich eine „Form des politischen Kapitalismus, bei der der Staat von Wirtschaftsinteressen übernommen und benutzt wurde, um Profite zu sichern.“

- Putin hat viele Aspekte dieser Politik rückgängig gemacht. Das Modell, das sich unter Putin in Russland entwickelt, ist eine korporatistische Wirtschaft unter Führung des Staates. Um die politische Kontrolle zu erlangen, hat er den Staatsapparat gestärkt und kontrolliert die Oligarchen.

Die verstärkten Eingriffe des russischen Staates in die Wirtschaft treffen international aber überwiegend auf Kritik.
Hermann Clement, bis August 2005 stellvertretender Direktor des Osteuropa Instituts München, fürchtet, dass die im Konzept der Regierung durchscheinende Neigung, große Industrieagglomerate zu bilden, kurzfristig möglicherweise zwar die Entwicklung fördern kann, langfristig aber zu Wachstums- und Effizienzverlusten sowie höheren Preisen führen wird.
Lilija Schewzowa, Mitarbeiterin des Moskauer Büros der US-Stiftung Carnegie Endowment for International Peace, einer Washingtoner Denkfabrik, äußert schärfere Kritik. Sie rückt negative Punkte des russischen Wirtschaftsmodells, das sie als „bürokratischen Kapitalismus“ bezeichnet, in den Vordergrund. Präsident Putin könne trotz seiner verfassungsrechtlich starken Stellung nicht autokratisch regieren. Er werde im Gegenteil immer abhängiger von den Gruppen, die ihn trügen. Dies seien zum einen die „Apparatschiks“ in der Staatsbürokratie, das Militär und die Sicherheitsdienste im Inland, zum anderen die Führungskräfte großer Unternehmen und „liberale Technokraten“. Diese „Bürokratengemeinschaft“ habe es geschafft, „ihre Interessen als die des russischen Staates zu verkaufen“. Es sei ein „bürokratisches Unternehmen“ geschaffen worden, das dazu diene, private Interessen zu verwirklichen.
Der bürokratische Kapitalismus zeige kein Interesse an einer Diversifizierung der Wirtschaft. In Russland, dessen Exporte zu rund 60 % aus Energieträgern und – einschließlich anderer Rohstoffe – zu rund 80 % aus Rohstoffen bestünden, bildeten sich vielmehr die typischen Eigenschaften eines „Petrostaates“ heraus:
- Staatsmacht und Wirtschaft verschmelzen bei weitverbreiteter Korruption miteinander.
- In der Wirtschaft herrschen große Monopole vor.
- Es bildet sich eine Gesellschaftsschicht, die vornehmlich von den hohen Gewinnen aus der Rohstoffwirtschaft lebt; gleichzeitig besteht ein tiefes Wohlstandsgefälle zwischen Reichen und Armen.
- Aufgrund der hohen Abhängigkeit von der Rohstoffwirtschaft ist die Wirtschaft durch externe Schocks, zum Beispiel einen plötzlichen Einbruch der Rohstoffpreise, und die „holländische Krankheit“ gefährdet.

Auch Roland Götz, Russlandexperte der Berliner Stiftung Wissenschaft und Politik meint, es habe sich eine Symbiose von privatem Kapital und staatlichen Instanzen gebildet. Aus ihr zögen beide Seiten Vorteile, etwa indem hohe Angehörige der Präsidialverwaltung Führungspositionen in Unternehmen bekleideten. Er leitet daraus ab, dass es voraussichtlich zu keiner Verstaatlichung der unter Präsident Boris Jelzin weitgehend privatisierten Erdölwirtschaft kommen werde. Dort dürften auch künftig privates russisches und ausländisches Kapital gegenüber Staatsunternehmen überwiegen.
Einer der radikalsten Kritiker der russischen Wirtschaftspolitik ist inzwischen Andrei Illarionow, bis Ende 2005 noch Wirtschaftsberater Präsident Putins. Er meint: „Wir sind von der zentralisierten Planwirtschaft aufgebrochen und nicht beim freien Markt angekommen, sondern beim staatlichen Monopolkapitalismus.“
Auch er sieht in Russland einen „Petrostaat“ und spricht von einer „Venezolanisierung“ der russischen Wirtschaft.
Die These vom „Petrostaat Russland“ muss differenziert betrachtet werden. Russland unterscheidet sich von „Petrostaaten“ wie vielen OPEC-Staaten in wichtigen Punkten:
- In Russland gibt es nicht nur einen einzigen mehrheitlich staatlichen Energiekonzern, sondern mehrere, insbesondere Gazprom und Rosneft. Sie vertreten nicht nur unterschiedliche Interessen, wie sich bei ihrem Konflikt über die Übernahme von Jukos gezeigt hat. Sie stehen zumindest teilweise auch auf den Märkten miteinander im Wettbewerb. Gazprom beschränkt ihre Aktivitäten nicht mehr auf den Erdgasbereich, sondern entwickelt sich zu einem vertikal integrierten Energiekonzern, der bereits bedeutende Beteiligungen im Öl- und Strombereich übernommen hat.

- Die Unternehmen im Ölsektor sind weiterhin überwiegend in privatem Besitz, auch wenn sich der Förderanteil mehrheitlich staatlicher Unternehmen nach der Übernahme der privaten Ölgesellschaften Yuganskneftegaz durch Rosneft und Sibneft durch Gazprom 2005 auf rund ein Drittel erhöht hat. Der bisher vollständig im Staatseigentum befindliche Ölkonzern Rosneft tritt zudem im Juli 2006 eine Minderheitsbeteiligung an private Investoren ab. Der Staatsanteil an der führenden Erdgasgesellschaft Gazprom liegt nur knapp über 50 %.

- Gazprom und Rosneft werden zudem zunehmend weltweit tätig, auch durch Beteiligungen an ausländischen Unternehmen.

Russland ist weiterhin an einer Zusammenarbeit mit ausländischen Unternehmen interessiert. Auch die Übernahme von Minderheitsbeteiligungen ist weiterhin möglich. Mitte April 2006 vereinbarte zum Beispiel Gazprom mit der BASF-Tochtergesellschaft Wintershall, eine Beteiligung von knapp 25 % am Erdgasfeld Yushno Russkoje in Westsibirien. Mitte Juli 2006 erklärte sich Gazprom bereit, auch E.ON Ruhrgas mit 25 % minus einem Stimmrechtsanteil an diesem Feld zu beteiligen.
Die Regierung versucht, verlorengegangenes Vertrauen wiederzugewinnen und der Verschlechterung des Investitionsklimas durch die Zerschlagung des Jukos-Konzerns entgegenzuwirken. Die Zusicherung Putins, die Verjährungsfrist bei der Verfolgung von Rechtsverstößen bei der Privatisierung von Unternehmen von 10 auf 3 Jahre zu verkürzen, wurde umgesetzt. Ein Gesetz über „Sonderwirtschaftszonen“ schafft besonders günstige Bedingungen für Investoren.
Lilija Schewzowa warnt ausländische Investoren allerdings vor Illusionen hinsichtlich der Rechtssicherheit in Russland: „Wenn es im Interesse der herrschenden Klasse liegt, dass ein Investor seine Anteile in Russland verliert, wird er sie verlieren – wie ExxonMobil in Sachalin. Sollte es für das innenpolitische Kräftespiel notwendig werden, einen Investor zum Feind zu stempeln, wird keine noch so hoch angesiedelte Freundschaft das verhindern.“
Tomasz Konicz stellt in der linksorientierten Tageszeitung „junge Welt“ zusammenfassend fest, dass die russische Wirtschaftspolitik eindeutig einen „Kurs kapitalistischer Modernisierung“ eingeschlagen hat. Dabei überwögen die Momente keynesianischer Politik gegenüber neoliberalen Maßnahmen:
„Der Kreml orientiert sich in letzter Zeit eher an dem Gründervater aktiver nachfrageorientierter Wirtschaftspolitik als an Friedrich August von Hayek (…).“ Der von Neoliberalen hochgeschätzte Monetarismus wird zugunsten einer expansiven, wachstumsorientierten Geldpolitik verworfen, die aber auch eine zweistellige Inflationsrate mit sich bringt. Die satten Lohnerhöhungen für Staatsangestellte und Rentner bilden ein klassisches Merkmal nachfrageorientierter Wirtschaftspolitik (…).
Den Stabilisierungsfonds und die Zurückhaltung bei staatlichen Investitionen könnte man als Elemente klassischer, kontrazyklischer Investitionspolitik verstehen: Während des Aufschwungs hat sich laut Keynes der Staat mit Ausgaben zurückzuhalten, während einer Depression aber verstärkt zu investieren. Bei der nun anstehenden Eintrübung der Weltwirtschaftslage würde Russland mit dem Stabilisierungsfonds über eine »Kriegskasse« verfügen, mit der sich die Folgen von Preisverfall auf den Rohstoffmärkten und eventueller Rezession abmildern ließen.
Momente neoliberaler Politik sind ebenfalls zu finden, wie die Sonderwirtschaftszonen und die niedrigen Steuersätze (…).
Entscheidend für das Gelingen dieser Strategie werden die Bemühungen Russlands sein, seine Wirtschaftsbasis zu diversifizieren und somit die Abhängigkeit vom Rohstoffsektor zu mildern, sowie die Versuche, den technologischen Rückstand in vielen Branchen durch eine importierte Modernisierung aufzuholen.
Hannes Adomeit, Mitarbeiter der Stiftung Wissenschaft und Politik in Berlin, sieht in einer Analyse der russischen Großmachtambitionen bisher keine Erfolge bei diesen Bemühungen: „Die grundlegenden Strukturschwächen der russischen Wirtschaft sind keineswegs beseitigt. Von einer verbesserten internationalen Wettbewerbsfähigkeit der Industrie, vor allem der Hochtechnologie, kann nicht die Rede sein. Wachstum und vermeintliche politische Stabilität hängen weiterhin von hohen Ölpreisen ab. (…) Insgesamt (…) ist das Putinsche Ziel der raschen Modernisierung Russlands mit Hilfe weitreichender Reformen und westlichen Know-hows sowie umfangreicher Investitionen nicht erreicht worden.“